# ゆん (声優)
ゆん（1985年4月2日 - ）は、日本の声優。北海道生まれ。
北海道を中心に声優・歌手・ラジオパーソナリティ・MC・コンパニオン・コスプレイヤーとして活動中。血液型はO型。身長は155cm。体重は44kg。

## 人物
- スリーサイズ:B86（E）・W58・H85
- 靴サイズ:23.5cm（M）
- 趣味は寝ること・食べること・ぷちサンプル・消しゴム・入浴剤・ポストカード等を色々集める事。
- 特技は弓道・着物の着付け。
- 好きな言葉は「早寝遅起き!」。
- 好きな食べ物はスイカ・梨・杏仁豆腐・冷やし中華。

## 出演作品

### ラジオ
- 真・弩ラジ!!（イオシス はいてない.com 2009.10.25～2010.03.28）
- MOTTO SHIN-SAPPORO（FMドラマシティ 2008.11.07～2009.10.30）
- 弩ラジ!（イオシス はいてない.com 2009.04.05～2009.09.27）
- おバカなラジオ（OLE 釣バカ公式HP WEB放送 2008.02.08～2008.03.21）
- 絶対無敵!ご主人様（FMドラマシティ 2007.04.07～2007.09.29）
- ほぇ～な時間。（FM WING 2001.11.16～2004.3,26 放送終了!）

### ラジオドラマ
- milky way（織姫、道新花火大会）
- newmemory.oldmemory 友人 FM WING）
- 納豆色の金貨（ナビゲーター FM WING）
- 午後8時のWILDBOY2周年記念（女子大生 DontTrgstOver 30）
- サンクチャリーノッカー（少女 ほぇ～な時間。）
- 天使が翼をなくした日（ユリナ ほぇ～な時間。 ）
- ほぇ～な時間。LastDrama（さや ほぇ～な時間。）

### CD
- 学園七不思議（アナウンサー Argo enterprise）
- PC☆PLAYER!（EDナレ Argo enterprise）
- PC☆PLAYER!2（ライラ Argo enterprise）
- 天使が翼をなくした日（ユリナ Argo enterprise）
- 鋼の錬金術師3（ミリィ Argo enterprise）
- contractors3（女生徒 Argo enterprise）
- Dejave（友人B Argo enterprise）
- 東方超都魔転（西行寺幽々子 イオシス）
- 三国志NOWだ!ver.3.5963（サイブンキ OTAKU-ELITE Recordings）
- 高橋名人伝説-魂の16連射-（リポーター ハドソン）
- 東方銀晶天獄(八雲藍 イオシス)

### ゲーム
- 育ててみりゅ？（小悪魔リリス 06.03.03 CROWD）
- 釣りバカ～学園対抗!女子校生釣り上げアドベンチャー～（蝦羽 縫衣 08.03.28 OLE（テックアーツ））
- オトボケめがね。～寝ても醒めてもめがねっ娘～（荒金冬美役 09.12.25 GATSUN SOFT）
- 東方ぐるぐる弾（パチュリー・ノーレッジ 09.12.30 しまねこ工房）

### イベント
コンパニオン
- 05.05.01 札幌プリンセスフェスタ TechArts イメージキャラ/鉄子
- 05.05.07 キャラフェスプラス TechArts イメージキャラ/鉄子
- 05.08.12～14 コミックマーケット68 FlyingShine メイド服・私服
- 06.05.21 札幌プリンセスフェスタ May-Be SOFT メイドさんと大きな剣/御剣咲耶
- 07.06.03 札幌プリンセスフェスタ TechArts イメージキャラ/鉄子
- 08.06.01 札幌プリンセスフェスタ TechArts イメージキャラ/鉄子
- 09.08.15 コミックマーケット76 イオシス 浴衣
- 09.09.13 札幌プリンセスフェスタ TechArts イメージキャラ/鉄子
- 09.11.01 南北キャラバン（北海道） TechArts 私服
- 10.02.28 札幌プリンセスフェスタ TechArts イメージキャラ/鉄子

ライブ
- 09.07.31 イオシストークライブinノルベサ イオシス 浴衣・メイド服
- 09.07.31 Dreamy Delirium イオシス 浴衣
- 09.10.10 おっさんだよ！全員集合！」  イオシス 雲丹屋Ｔシャツ（STAFF）

司会・MC
- 2008.07 JALナツナツトクトクキャンペーン MC
- 2008.09 SEGA　RPGフェス ナレコン
- 2008.09 ダンロップファルケンサポートガール コンパニオン
- 2009.01 ふわふわドームアドベンチャー チルビー上映会司会

### 写真集
- 『ゆんヘアカット写真集』（ヘアカットデジタル写真集 salasala.com）
- 『ゆんデジタル写真集』（ヘアメイクデジタル写真集 salasala.com）
- 『メモリアルゆん』（『ゆんデジタル写真集』の未収録を集めた写真集 salasala.com）
- 『TYPE S vol.43』（これ御主コス写真集（倉内安奈） Studio ORBIT）
- 『TYPE S vol.47』（Piaキャロットへようこそ!!写真集（木ノ下貴子） Studio ORBIT）
- 『TYPE S vol.53』（涼宮ハルヒの憂鬱（朝比奈みくる） Studio ORBIT）
- 『ゆん☆いろ』（デジタル写真集 IOSYS SHOP）

### 動画
- HairMame&Cutゆん（ヘアメイク&カットのDVD salasala.com）
- WBBC2009（はいてない.com 投稿ネタバトルDVD!? イオシス）
- 生・弩ラジ!!（ニコニコ動画 イオシスちゃんねる イオシス）

### テレビ
- ハナタレナックス（2005年11月）
- イチオシ（2005年05月）
- イオングループファイターズ応援CM（2004年5月～？）

### 雑誌
- ADVANCE P-mate
- コラム『PUB★ゆんゆん』連載

### 携帯電話サービス
- IOSYS着ぼいす